# Raimondo Caldora
Raimondo Caldora (post 1369 – 20 dicembre 1449) è stato un nobile, condottiero, luogotenente e consigliere reale italiano.
Fu barone di Borrello, Casolla, Castel del Giudice, Castiglione Messer Raimondo, Civitaluparella, Colledimezzo, Fallo, Montelapiano, Pescopennataro, Pizzoferrato, Quadri, Rocchetta a Volturno, Rosello, Sant'Antimo, Taranta Peligna e Villa Santa Maria, e gran camerlengo del Regno di Napoli.

## Biografia
Raimondo VI Caldora fu il figlio terzogenito di Giovanni Antonio Caldora e Rita Cantelmo; la sua data di nascita è da collocarsi dopo il 1369, in quanto fratello minore del celebre condottiero Jacopo Caldora.
Nel 1436 si recò a Firenze per incontrare papa Eugenio IV; successivamente venne contattato dalla Repubblica di Genova per stipulare un'alleanza antiaragonese. Prima di tale anno aveva preso parte a varie battaglie insieme a suo fratello Jacopo, in quanto luogotenente della compagnia di ventura di quest'ultimo.
Il 15 novembre 1439 si ritrovò a Sulmona, nella chiesa di Santo Spirito al Morrone, per celebrare il funerale di suo fratello Jacopo Caldora, morto improvvisamente durante l'assedio di Colle Sannita. Verso la fine dell'anno crebbe il suo potere nel Regno di Napoli poiché venne nominato dal re Renato d'Angiò-Valois consigliere e gran camerlengo. In tal modo il sovrano napoletano sperava di avvalersene per far conservare la fedeltà verso gli Angioini dell'irrequieto nipote Antonio Caldora, figlio primogenito di suo fratello Jacopo.
Nel marzo 1440 Antonio Caldora rifiutò di giungere in soccorso al connestabile Santo Maddaloni che si trovava assediato ad Aversa da Alfonso V d'Aragona, capo degli Aragonesi e pretendente al trono del Regno di Napoli, a causa della mancanza di denaro per pagare la condotta ai propri soldati. Re Renato provò a farlo convincere da suo zio Raimondo, invano. Il 6 luglio Renato organizzò un banchetto nel suo accampamento in cui invitò Antonio; al termine lo accusò di tradimento e lo fece imprigionare. La reazione delle truppe caldoresche, che minacciarono di schierarsi col nemico costrinse il re a risolvere il litigio in modo pacifico. Raimondo Caldora fece da intermediario tra le due parti ed ottenne la liberazione del nipote, che promise di lasciare Napoli per riunirsi col suo esercito in Abruzzo. Questi però non mantenne la promessa: riunito il proprio esercito, lo condusse sul ponte della Maddalena e si rifiutò di rientrare in Abruzzo. Passato insieme al nipote nelle file degli Aragonesi, ricevette l'incarico di assediare Ortona. Tuttavia l'assedio fallì a causa dell'intervento di Alessandro Sforza, fratello di Francesco, schierato con gli Angioini, che lo fece prigioniero. Trasferito a Fermo, venne liberato il 18 marzo 1442 e fece ritorno insieme al nipote nelle file degli Angioini. Dopo tali avvenimenti non si hanno più notizie di lui degne di nota.
Morì di peste il 20 dicembre 1449.

## Ascendenza
|                          |                   |                          | Genitori                        |  |  | Nonni |  |  | Bisnonni         |  |  | Trisnonni        |  |
|                          |                   |                          |                                 |  |  |       |  |  | Raimondo Caldora |  |  | Giovanni Caldora |  |
|                          |                   |                          |                                 |  |  |       |  |  | Raimondo Caldora |  |  | Giovanni Caldora |  |
|                          |                   | Biancarosa de' Canalibus |                                 |  |  |       |  |  | Raimondo Caldora |  |  |                  |  |
| "Raimondaccio" Caldora   |                   |                          |                                 |  |  |       |  |  | Raimondo Caldora |  |  |                  |  |
|                          |                   | Giovanna Ponziaco        | Roberto Ponziaco                |  |  |       |  |  |                  |  |  |                  |  |
|                          |                   | Giovanna Ponziaco        | Roberto Ponziaco                |  |  |       |  |  |                  |  |  |                  |  |
|                          |                   | Giovanna Ponziaco        | Maria di Morier                 |  |  |       |  |  |                  |  |  |                  |  |
| Giovanni Antonio Caldora |                   | Giovanna Ponziaco        |                                 |  |  |       |  |  |                  |  |  |                  |  |
|                          |                   | Giovanni d'Anversa       | Matteo d'Anversa                |  |  |       |  |  |                  |  |  |                  |  |
|                          |                   | Giovanni d'Anversa       | Matteo d'Anversa                |  |  |       |  |  |                  |  |  |                  |  |
|                          |                   | Giovanni d'Anversa       | Candola/Condinella di Barbarano |  |  |       |  |  |                  |  |  |                  |  |
| Luisa d'Anversa          |                   | Giovanni d'Anversa       |                                 |  |  |       |  |  |                  |  |  |                  |  |
|                          |                   | Isabella di Sangro       | Berardo di Sangro               |  |  |       |  |  |                  |  |  |                  |  |
|                          |                   | Isabella di Sangro       | Berardo di Sangro               |  |  |       |  |  |                  |  |  |                  |  |
|                          |                   | Isabella di Sangro       | Isoarda di Corbano              |  |  |       |  |  |                  |  |  |                  |  |
| Raimondo Caldora         |                   | Isabella di Sangro       |                                 |  |  |       |  |  |                  |  |  |                  |  |
|                          | Giovanni Cantelmo | Giacomo Cantelmo         |                                 |  |  |       |  |  |                  |  |  |                  |  |
|                          | Giovanni Cantelmo | Giacomo Cantelmo         |                                 |  |  |       |  |  |                  |  |  |                  |  |
|                          | Giovanni Cantelmo | Filippa di Reale         |                                 |  |  |       |  |  |                  |  |  |                  |  |
| Giacomo Cantelmo         | Giovanni Cantelmo |                          |                                 |  |  |       |  |  |                  |  |  |                  |  |
|                          |                   | "Angelella" Stendardo    | "Galetto" Stendardo             |  |  |       |  |  |                  |  |  |                  |  |
|                          |                   | "Angelella" Stendardo    | "Galetto" Stendardo             |  |  |       |  |  |                  |  |  |                  |  |
|                          |                   | "Angelella" Stendardo    | Filippa Galardo                 |  |  |       |  |  |                  |  |  |                  |  |
| Rita Cantelmo            |                   | "Angelella" Stendardo    |                                 |  |  |       |  |  |                  |  |  |                  |  |
|                          |                   | ?                        | ?                               |  |  |       |  |  |                  |  |  |                  |  |
|                          |                   | ?                        | ?                               |  |  |       |  |  |                  |  |  |                  |  |
|                          |                   | ?                        | ?                               |  |  |       |  |  |                  |  |  |                  |  |
| ?                        |                   | ?                        |                                 |  |  |       |  |  |                  |  |  |                  |  |
|                          |                   | ?                        | ?                               |  |  |       |  |  |                  |  |  |                  |  |
|                          |                   | ?                        | ?                               |  |  |       |  |  |                  |  |  |                  |  |
|                          |                   | ?                        | ?                               |  |  |       |  |  |                  |  |  |                  |  |
|                          |                   | ?                        |                                 |  |  |       |  |  |                  |  |  |                  |  |

## Discendenza
Raimondo Caldora si sposò con Giulia Acquaviva, da cui ebbe delle figlie, tra cui Maria Caldora, che sposò Paolo, nipote del re del Regno di Napoli Renato d'Angiò-Valois, e un'altra figlia, di cui non se ne conosce l'identità, andata in sposa a un nipote di papa Eugenio IV.